# The Van Jets
The Van Jets was een rockband uit Oostende die een mengeling van glamrock, rock-'n-roll, garagerock en pop speelt. De band won in 2004 Humo's Rock Rally. In 2018 kondigden ze in een live interview op Studio Brussel aan dat ze op 31 oktober 2019 voor een laatste keer zouden optreden.

## Beginjaren en Electric Soldiers
Voor The Van Jets begon het allemaal in 2004. Toen won de band de belangrijke talentwedstrijd voor alternatieve artiesten in België, Humo's Rock Rally. Absynthe Minded, Madensuyu en Milow namen toen ook deel aan de wedstrijd. 
Hun eerste release in 2005 was Belvédère Records presents The Van Jets  waar de single Ricochet op verscheen. 
Eind 2006 kwam de single Electric Soldiers uit als voorloper van het gelijknamige debuutalbum (2007). 
Uit dit album waren ook drie andere singles verschenen: Johnny Winter, Our Love = Strong en What's going on?, waarvan vooral What's going on? het goed deed in alternatieve muzieklijsten zoals De Afrekening. 
De zege in de Rock Rally en de positieve recensies op hun plaat leverde de groep ook optredens op grote festivals op. Zo stonden ze onder andere voor de eerste keer op het hoofdpodium van Rock Werchter en Pukkelpop.

## Cat Fit Fury!
De definitieve bevestiging volgde in 2010 met de release van hun tweede plaat, Cat Fit Fury!.
Op 1 maart 2010 kwam die nieuwe cd uit. The Future, de eerste single van dit nieuwe album, werd in januari uitgebracht. The Future stond zeven keer op 1 in De Afrekening. 
The Future stond op ook 1 in De eindafrekening 2010 en was bovendien de meest gedraaide plaat op Studio Brussel in 2010.
De tweede single Down Below en de derde single Teevee stonden ook op 1 in De Afrekening.Down Below belandde op 9 in De eindafrekening 2010. 
De bijhorende tour zorgde voor uitverkochte shows in o.a. De Vooruit in Gent en de Ancienne Belgique in Brussel. De band tourde ook in Scandinavië, Duitsland, Frankrijk en Nederland.  
The Van Jets speelden in de zomer van 2010 op nogal wat Belgische festivals. Ze speelden onder andere op Dour Festival, De Lokerse Feesten, CrammerocK en Rock Werchter. 
Op Rock Werchter openden ze voor de tweede maal het hoofdpodium.

## Halo
Op 17 september 2012 kwam hun derde album Halo uit. Hiervoor werkten ze samen met Jeroen De Pessemier aka Papillon van de electrogroep The Subs. Met Halo kwam ook een stijlevolutie van de sound. De vorige platen werden vooral gekenmerkt door stevigere gitaren, nu deden keyboards hun intrede zonder daarbij voor een volledige stijlbreuk te zorgen. 
De singles van dit album deden het opnieuw goed in De Afrekening. Danger Zone bracht het tot nummer 1. Broken Bones behaalde de 2de plaats. Diezelfde single stond ook op 3 in de De eindafrekening 2013. 
Visueel werd de tour gekenmerkt door de opvallende LED-belichting van de microstatieven, drums en versterkers. Leadzanger Johannes was ook telkens herkenbaar in ontbloot bovenlijf en armen in rode verf. 
Live zorgde ook Floris Dedecker van Team William voor de nieuwe sounds op de keyboards.
Ook bij deze plaat hoorde een live tournee. In 2012 en 2014 speelde de band op Pukkelpop en in 2013 op het hoofdpodium van Rock Werchter.

## Welcome To Strange Paradise
Eind 2014 trokken The Van Jets naar Londen om hun nieuwe album op te nemen.
Hiervoor werkten ze samen met Leo Abrahams.
Op 6 maart 2015 werd de eerste single van dit album Two Tides Of Ice gelost. 
Studio Brussel lanceerde het nummer als Hotshot de week erop. 
Op 22 en 29 maart 2015 was Two Tides Of Ice nummer 1 in De Hotlist. 
Two Tides of Ice staat tot op heden 2 weken op nummer 1 in De Afrekening. 
Het vierde album Welcome To Strange Paradise werd op 17 april 2015 uitgebracht.

## Discografie

### Albums
| Album met hitnotering(en) in de Vlaamse Ultratop 200 albums | Datum van verschijnen | Datum van binnenkomst | Hoogste positie | Aantal weken | Opmerkingen |
| ----------------------------------------------------------- | --------------------- | --------------------- | --------------- | ------------ | ----------- |
| Electric soldiers                                           | 09-02-2007            | 24-02-2007            | 25              | 19           |             |
| Cat fit fury!                                               | 01-03-2010            | 06-03-2010            | 9               | 42           |             |
| Halo                                                        | 17-09-2012            | 22-09-2012            | 15              | 34           |             |
| Welcome to strange paradise                                 | 17-04-2015            | 25-04-2015            | 10              | 52           |             |
| Future Primitives                                           | 27-10-2017            | 04-11-2017            | 3               | 10           |             |

### Singles
| Single met hitnotering(en) in de Vlaamse Ultratop 50 | Datum van verschijnen | Datum van binnenkomst | Hoogste positie | Aantal weken | Opmerkingen |
| ---------------------------------------------------- | --------------------- | --------------------- | --------------- | ------------ | ----------- |
| Our love = strong                                    | 2007                  | 14-07-2007            | tip21           | -            |             |
| What's going on?                                     | 2007                  | 01-12-2007            | tip6            | -            |             |
| The future                                           | 01-02-2010            | 20-03-2010            | 33              | 7            |             |
| Down below                                           | 31-05-2010            | 26-06-2010            | tip11           | -            |             |
| Teevee                                               | 01-11-2010            | 13-11-2010            | tip5            | -            |             |
| Here comes the light                                 | 09-07-2012            | 28-07-2012            | tip10           | -            |             |
| Danger zone                                          | 03-09-2012            | 22-09-2012            | tip10           | -            |             |
| Broken bones                                         | 28-01-2013            | 16-02-2013            | tip18           | -            |             |
| The sound of sea                                     | 20-10-2014            | 01-11-2014            | tip24           | -            |             |
| Two tides of ice                                     | 06-03-2015            | 14-03-2015            | tip9            | -            |             |
| Carpet man                                           | 20-07-2015            | 25-07-2015            | tip25           | -            |             |
| Pink & blue                                          | 16-11-2015            | 05-12-2015            | tip11           | -            |             |
| Shit to gold                                         | 09-05-2016            | 28-05-2016            | tip13           | -            |             |
| Boy to beastie                                       | 09-06-2017            | 24-06-2017            | tip22           | -            |             |
| Bang!                                                | 08-09-2017            | 23-09-2017            | tip34           | -            |             |
| Ready made wild life                                 | 12-01-2018            | 20-01-2018            | tip             | -            |             |
| Day on clouds                                        | 06-04-2018            | 14-04-2018            | tip             | -            |             |
| Who does?                                            | 22-03-2019            | 30-03-2019            | tip7            | -            |             |